# Копашново
Копашново — село в Хустській міській громаді у Закарпатській області в Україні.

## Населення

### Мова
Розподіл населення за рідною мовою за даними перепису 2001 року:
| Мова       | Кількість | Відсоток |
| ---------- | --------- | -------- |
| українська | 3154      | 99.78%   |
| російська  | 7         | 0.22%    |
| Усього     | 3161      | 100%     |

## Назва
У 1995 р. назву села Копашневе було змінено на дві літери.

## Історія
Перша згадка у 1455-році як Gernyesfalva.
Пізніше у 1462-Gernecsi, 1610-Gernyes.
Старожили Копашнова вважають, що село дуже давнє і виникло, можливо, разом з Хустом, хоч в історичних документах воно згадується з середини 14 — початку 15 століття. Таке припущення ґрунтується не тільки на назві річки Хустець, що протікає через село, а й наявності в давній назві села початкової букви санскритського слова «там», що перекладається як «спокій», «тиша». Є припущення, що село заснували волохи‚ які прибули з території нинішньої Румунії. Вони були вмілими кориторями, виробляли речі за допомогою скребів, по-місцевому копачів. А якщо під цим словом розуміти справді землекопів, то виходить «копач».
Копашньово, розташоване у долині потоку Хустець, ймовірно, було заселене (або закріпачене) родиною Kun de Rosály Comes на початку XV століття. У 1550 році селом володів Ласло Росалія Кун, в 1600 році вдова Ласло Росалія Куна, Гаспар Росалій Кун і Петер Росалій Кун.
Наприкінці XVIII століття, а точніше 1788 року, на карті Віденського географічного товариства (Австрія) було позначено село Копашново під назвою Геруєш,

### Церква Покрови пр. Богородиці. 1896
У 1751 р. є згадка про дерев’яну церкву Успіння пр. діви Марії з вежею та одним дзвоном, що вже розпадалася.
У 1801 р. йдеться про добру велику церкву з дубових колод. Наступна церква була мурованою.
На початку 1920-х років багато селян перейшло в православ’я і 1922 р. їх громада, очолювана Ю. Кенизем, зайняла церкву і фару.
Справа дійшла до суду, 11 травня 1926 р. в присутності 50 жандармів о. Кениз був змушений звільнити фару і церкву.
За радянських часів 16 грудня 1960 р. церкву зняли з реєстрації. Вночі 1981 р. її було зруйновано.
У 1990 р. отримано дозвіл на відбудову церкви, який незабаром скасовано. 9 липня 1993 р. сільрада дозволила на місці зруйнованої греко-католицької церкви будувати православну, хоч у селі є ще дві православні церкви.
22 вересня 1996 р. посвячено наріжний камінь під спорудження нової греко-католицької церкви Різдва пр. богородиці. У пам’ятній грамоті, що закладена у фундамент, записано імена фундаторів храму – Михайла Попадинця, Юрія Попадинця, Івана Свиди, Василя Довганича, Івана Бринзея.

### Церква Покрови пр. Богородиці. 1930
У 1929 р. дві третини мешканців були православними.
Табличка на мурованій церкві повідомляє, що її спорудили в 1930 р. зусиллями та коштом священиків Георгія і Михайла Кенизів, але весь цикл робіт тривав з 1928 до 1936 р. Отець Г. Кениз також надав ділянку землі для спорудження церкви у місцевості Костомари і став головним майстром. Відомий він і тим, що заснував монастирі у Поляні – присілку Копашнева, Дубовому та Чумальові. До спорудження були причетні куратори Михайло Гук, Іван Бербей та Ілля Легач.
У 1990 р. священик Василь Бринзей, куратори Костянтин Бабич, Василь Коньовший та Михайло Ливка доклали зусиль до розширення церкви шляхом добудови і тепер хрещатий п’ятибанний храм має довжину 30 м, ширину 29 м при висоті стін 5 м та висоті вежі 11 м. Іконостас зробив у 1950-х роках майстер з Раковця.
У 1984 р. Анатолій Каземіров з Москви позолотив іконостас. Перша дзвіниця біля церкви була дерев’яною, каркасної конструкції, а в 1976 р. збудовано нову.
У 1993 р. в нижньому кінці розпочато будівництво нового мурованого храму на місці розібраного греко-католицького. Проект виконали архітектор В. І. Ільков та інженер О. П. Стан.
Славетним у Копашнові є Свято-Іоанно-Богословський жіночий монастир розміщений серед мальовничої природи в лісі, біля гори Кузя на межі сіл Копашново-Горінчево-Березово-Драгово, вже кілька десятиліть приваблює до себе вірників.
Засновником жіночого монастиря на присілку Поляна був сільський парафіяльний священик Юрій (Георій) Кеніз. 14 лютого 1936 року він звернувся до архієпископа Саватія з проханням заснувати жіночий скит у лісі біля гори Кузя. Отримавши згоду, розпочав будівництво каплички, яку вже на Вербну неділю було освячено о.Кенізом та ієромонахом Сергієм (Марушкою) в с. Копашново і відслужено першу літургію. Жіночий скит названо на честь святого апостола і Євангеліста Іоанна Богослова.

## Легенди
Люди вважають що у село першими прийшли фамілії як Гангур і Болош;у селі збереглися легенди про сховані великі золоті скарби. Називаються навіть і місця - Скердей, Дудови, Осуй. Пояснювати це лише випадковістю та злетами народної фантазії було б несправедливо. В основі її мусять бути реальні факти.
Копашново можна вважати столицею закарпатського фольклору. Тут відкрився Крайовий музей літератури, фольклору та мистецтва Івана Хланти.
Серед людей здавна поширені легенди про цілющі джерела села, про сховане десь тут золото не лише опришків, але й перших поселенців та інші дива. Місцевий житель Михайло Деяк (на жаль, вже давно покійний) стверджував, що колись у Копашнові була своя гідроелектростанція і зведена вона була саме в урочищі Клопет, до якого по тунелю йшла вода із Драгівського водосховища. Славетне давнє Копашново і своїми корисними копалинами. На присілку Поляна виявлені великі поклади мармуру та цеоліту. А де є останній, там недалеко і уранові руди. Тож цілком імовірно, що попередні цивілізації використовували також і їх. А також «живу та мертву воду», про які складено чимало казок, бо мінеральних джерел на території села аж 5.

## Відомі люди
В селі народилися:
- Бабич Іван Костянтинович — священнослужитель, Почесний громадянин Зіньківщини;
- Гангур Василь Михайлович (1945—2005) — український художник;
- Хланта Іван Васильович — фольклорист, етнограф, мистецтвознавець, Заслужений діяч мистецтв України.

## Туристичні місця
- Свято-Іоанно-Богословський жіночий монастир
- храм Покрови пр. Богородиці. 1896
- Покрови пр. Богородиці. 1930
- На присілку Поляна виявлені великі поклади мармуру та цеоліту. 
- мінеральні джерела
-Храм Пророка Іллі